# Campeonato Mundial de Atletismo de 2011 - Arremesso de peso masculino
O arremesso de peso masculino do Campeonato Mundial de Atletismo de 2011 foi disputada entre os adias 1 e 2 de setembro  no Daegu Stadium, em Daegu

## Recordes
Antes desta competição, os recordes mundiais e do campeonato nesta prova eram os seguintes:
| Tipo                  | Atleta         | Distância | Local    | Data                 | Ref |
| --------------------- | -------------- | --------- | -------- | -------------------- | --- |
|                       | Randy Barnes   | 23,12     | Westwood | 20 de maio de 1990   | ver |
| Recorde do campeonato | Werner Günthör | 22,23     | Roma     | 29 de agosto de 1987 | ver |

## Medalhistas
| Ouro              | Prata                 | Bronze                   |
| David Storl (GER) | Dylan Armstrong (CAN) | Christian Cantwell (USA) |

## Cronograma
| Data          | Hora  | Evento        |
| ------------- | ----- | ------------- |
| 1 de setembro | 10:00 | Primeira fase |
| 2 de setembro | 19:00 | Final         |

Todos os horários são horas locais (UTC +9)

## Resultados

### Primeira fase
Qualificação: Desempenho de qualificação 20,60 m (Q) ou pelo menos 12 melhores (q) avançam para a final. 
| Colocação | Atleta                  | Resultado  | Testes  | Testes  | Testes  |
|           |                         |            | Teste 1 | Teste 2 | Teste 3 |
| --------- | ----------------------- | ---------- | ------- | ------- | ------- |
| 1         | David Storl (GER)       | 21,50 (PB) | X       | 21,50   |         |
| 2         | Ryan Whiting (USA)      | 20,77      | 20,40   | 20,77   |         |
| 3         | Tomasz Majewski (POL)   | 20,73      | 20,73   |         |         |
| 4         | Ralf Bartels (GER)      | 20,45      | 20,45   | X       | 20,04   |
| 5         | Adam Nelson (USA)       | 20,23      | 20,23   | X       | X       |
| 6         | Asmir Kolašinac (SRB)   | 20,14      | 19,58   | 20,08   | 20,14   |
| 7         | Kim Christensen (DEN)   | 19,74      | 19,02   | 19,40   | 19,74   |
| 8         | Jan Marcell (CZE)       | 19,51      | 19,51   | X       | 19,46   |
| 9         | Germán Lauro (ARG)      | 19,50      | 19,50   | 19,45   | X       |
| 10        | Andriy Semenov (UKR)    | 19,45      | X       | X       | 19,45   |
| 11        | Om Prakash Singh (IND)  | 19,29      | 19,29   | 19,06   | X       |
| 12        | Borja Vivas (ESP)       | 18,37      | 18,37   | X       | 18,22   |
| 13        | Hwang In-Sung (KOR)     | 17,75      | 17,75   | 17,62   | X       |
|           | Andrei Mikhnevich (BLR) | 20,79      | 20,79   |         | DSQ     |

| Colocação | Atleta                   | Resultado | Testes  | Testes  | Testes  |
|           |                          |           | Teste 1 | Teste 2 | Teste 3 |
| --------- | ------------------------ | --------- | ------- | ------- | ------- |
| 1         | Dylan Armstrong (CAN)    | 21,05     | 20,52   | 21,05   |         |
| 2         | Reese Hoffa (USA)        | 20,96     | 20,96   |         |         |
| 3         | Christian Cantwell (USA) | 20,73     | 20,55   | 20,73   |         |
| 4         | Marco Fortes (POR)       | 20,32     | 19,83   | 20,32   | 20,02   |
| 5         | Carlos Véliz (CUB)       | 20,24     | 20,24   | 19,79   | X       |
| 6         | Marco Schmidt (GER)      | 20,06     | 20,06   | 19,96   | X       |
| 7         | Lajos Kürthy (HUN)       | 20,02     | 19,92   | 19,76   | 20,02   |
| 8         | Maksim Sidorov (RUS)     | 19,95     | 18,56   | 19,95   | X       |
| 9         | Pavel Lyzhyn (BLR)       | 19,91     | 19,91   | X       | X       |
| 10        | Hamza Alić (BIH)         | 19,70     | 19,70   | X       | X       |
| 11        | Chang Ming-Huang (TPE)   | 19,60     | 19,60   | X       | 18,98   |
| 12        | Amin Nikfar (IRI)        | 19,18     | 18,69   | 18,95   | 19,18   |
| 13        | Milan Jotanovic (SRB)    | 18,39     | 18,39   | X       | 18,21   |

### Final
A final foi iniciada as 19:00 
| Colocação         | Atleta             | Nacionalidade  | Teste 1 | Teste 2 | Teste 3 | Teste 4 | Teste 5 | Teste 6 | Resultado | Notas |
| ----------------- | ------------------ | -------------- | ------- | ------- | ------- | ------- | ------- | ------- | --------- | ----- |
| Medalha de ouro   | David Storl        | Alemanha       | x       | 21,60   | 20,82   | x       | x       | 21,78   | 21,78     | PB    |
| Medalha de prata  | Dylan Armstrong    | Canadá         | 20,79   | 20,58   | 20,82   | 21,64   | 21,40   | x       | 21,64     |       |
| Medalha de bronze | Christian Cantwell | Estados Unidos | 20,50   | 20,73   | 20,83   | x       | 21,36   | x       | 21,36     |       |
| 4                 | Reese Hoffa        | Estados Unidos | 20,90   | 20,99   | 20,97   | 20,84   | x       | x       | 20,99     |       |
| 5                 | Marco Fortes       | Portugal       | 20,59   | x       | 19,36   | 20,83   | 20,25   | 20,04   | 20,83     |       |
| 6                 | Ryan Whiting       | Estados Unidos | x       | 20,48   | 20,66   | 20,75   | x       | x       | 20,75     |       |
| 7                 | Adam Nelson        | Estados Unidos | 20,29   | 20,14   | 19,73   | x       | 20,02   | x       | 20,29     |       |
| 8                 | Tomasz Majewski    | Polónia        | x       | 20,03   | 20,18   |         |         |         | 20,18     |       |
| 9                 | Ralf Bartels       | Alemanha       | 20,03   | 20,14   | 20,182  |         |         |         | 20,14     |       |
| 10                | Asmir Kolašinac    | Sérvia         | 19,84   | x       | 19,77   |         |         |         | 19,84     |       |
| 11                | Carlos Véliz       | Cuba           | 19,70   | x       | x       |         |         |         | 19,70     |       |
| 12                | Andrei Mikhnevich  | Bielorrússia   | 20.45   | 20.49   | 21.40   | 20.72   | 20.64   | 21.37   | 21.40     | DSQ   |

Legenda
| Recorde mundial       | Recorde mundial (World record)               |                       | Recorde africano                      | Recorde africano (African) |                                           | Q | Classificado por posição (Qualified) |
| Recorde do campeonato | Recorde do campeonato (Championship record)  | Recorde da América    | Recorde da América (Americas)         | q                          | Classificado por melhor tempo (Qualified) |   |                                      |
| Melhor marca do ano   | Melhor marca do ano (World leading)          | Recorde asiático      | Recorde asiático (Asian)              | DNS                        | Não largou (Did not start)                |   |                                      |
| Recorde nacional      | Recorde nacional (National record)           | Recorde europeu       | Recorde europeu (European)            | DNF                        | Não terminou (Did not finish)             |   |                                      |
| Recorde pessoal       | Recorde pessoal do atleta (Personal best)    | Recorde da Oceania    | Recorde da Oceania (Oceania)          | DSQ / DQ                   | Desclassificado (Disqualified)            |   |                                      |
| Recorde da temporada  | Recorde da temporada do atleta (Season best) | Recorde sul-americano | Recorde sul-americano (South America) | NM                         | Sem marca (No mark)                       |   |                                      |